# Amar-Sim
Amar-Sim (em sumério: 𒀭𒀫𒀭𒂗𒍪; romaniz.: DAmarDSîn, descendente do deus da lua Sim, sendo o 𒀭 um honorífico silencioso de Divino, inicialmente era traduzido como Bursim) foi o terceiro rei da Terceira dinastia de Ur durante o chamado Renascimento Sumério, reinou no período que se estendeu entre 2 048 a.C. e 2 039 a.C. Foi antecedido no trono por sei pai Sulgi e sucedido no trono pelo irmão Su-Sim.

## Reinado
Os nomes dos anos dos nove anos de seu reinado são conhecidos. Neles foram intitulados homenageando as campanhas realizadas contra Urbilum e várias outras regiões com nomes obscuros: Sasrum, Surudum, Bitum-Rabium, Jabru e Hunuri. Sabe-se também que Amar-Sim fez campanha contra governantes elamitas, como Aruiluquepi, de Marhasi. Sob seu reinado o "império" de Ur, se estendeu até as províncias ao norte como Lulubi e Hamazi, onde escolhia seus próprios governadores. Ele também suprimiu uma rebelião em Assur, onde nomeou um governador acadiano, Zaricum, como confirmado por sua inscrição monumental.
O reinado de Amar-Sim foi notável por sua tentativa de regenerar os antigos locais sagrados da Suméria. Aparentemente, ele trabalhou na reconstrução do zigurate de Eridu,  mas problemas com a salinidade fizeram com que as atividades agrícolas nessa região não fossem lucrativas.
A Crônica da Weidner, que faz parte das Crônicas da Babilônia registra o seguinte: "Amar-Sim alterou a prática normal de sacrificar touros e ovelhas no festival de Aquibetu na Esaglia, pois haviam predito que morreria de uma chifrada de um boi, mas ele acabou morrendo por uma mordida [de escorpião ?] no seu sapato."